# Şonaçola
Şonacola è un comune dell'Azerbaigian situato nel distretto di Lerik. Conta una popolazione di 552 abitanti.